# Comitatul Portage, Ohio
Comitatul Portage, conform originalului Portage County, este un comitat situat în statul american Ohio. Începând cu anul 2000 populatia era de 152.061 de locuitori. Sediul acestui comitat este Ravenna. Comitatul Portage este parte din zona metropolitană Akron.